# Сатурнін (роман)
«Сатурнін» — гумористичний роман Зденєка Їротки 1942 року, наповнений різноманітними персонажами: небезпечний слуга Сатурнін, надокучлива тітка Катержіна та її син Мілоуш, дядько Франтішек, доктор Влах і дідусь оповідача.
Ця книга вважається найкращим твором Їротки. Чітко видно натхненність автора творчістю англійських письменників, наприклад, Джерома К. Джерома та П. Ґ. Вудгауса, в якому зображений персонаж слуги Дживса. Твір був перекладений англійською, французькою, німецькою, іспанською, італійською, українською, сербохорватською, естонською, латиською, турецькою та польською мовами. Іншомовні версії випускає видавництво Karolinum Карлового університету.

## Кіно-, теле- та театральні екранізації
Екранізовану спочатку основну сюжетну лінію цього роману потім розділили на 4 частини та транслювали на чеському телебаченні. Слугу Сатурніна зіграв Олдржіх Візнер.
У 2017 році Мирослав Мацек написав продовження «Сатурніна» під назвою «Saturnin se vrací» (Сатурнін повертається).

## Персонажі
- Сатурнін — слуга зі сміливим почуттям гумору
- Оповідач — у книзі без імені, у фільмі Оповідача звуть Їржі Оуліцький
- Тітка Катержіна — негативна фігура в романі, занадто часто вживає прислів’я
- Дідусь — старий багатій чоловік
- Міс Барбора Теребова — мила сучасна жінка
- Доктор Влах — людина з досить суворим почуттям гумору
- Мілоуш — хамський марнотрат
- Дядько Франтішек — на момент сюжетної лінії він уже мертвий

## Аналіз
- Сегналова, Каміла. 2013 рік. Порівняльний аналіз чеських, англійських і німецьких прислів’їв у «Сатурніні» Їротки. Бакалаврська дисертація, Карлів університет, Прага. Посилання на дипломну роботу

## Зовнішні посилання чеською мовою
- Галерея та основні відомості про фільм
- Цитати і записи з фільму